# 코리올란 서곡
《코리올란 서곡(독일어: Ouvertüre Coriolan), 작품 번호 62》는 루트비히 판 베토벤에 의해 쓰인 연주회용 서곡이다. 오스트리아의 극작가, 하인리히 요제프 폰 콜린의 1804년 비극을 위해 베토벤이 1807년 초반에 쓴 작품으로, 단기간에 걸쳐 완성된 것으로 추측되고 있다.

## 개요

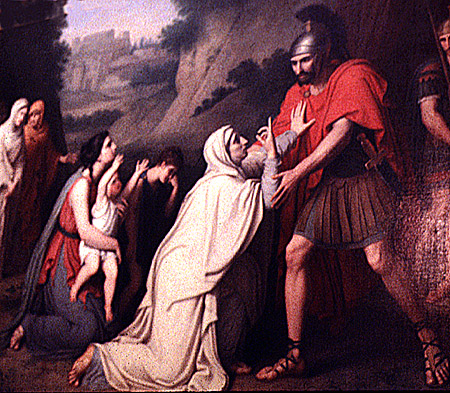
코리올라누스의 발치에 있는 베투리아 (가스파레 랜디에 의한 그림)

베토벤은 그의 친구로, 빈의 궁정 비서관을 역임하며 법률가이자 시인이기도 했던, 콜린의 고대 로마 영웅 코리올라누스(독일식 표기로는 “코리올란”)를 주인공으로 한 희곡 "코리올란"을 본 후 깊은 감명을 받으면서 이 작품을 쓰게 되었다. 베토벤과 콜린은 처음에는 연극 작품을 지원하기 위한 음악을 작업할 계획이었지만, 완성된 작품은 교향곡 레파토리의 일부였으며, 또 그렇게 남게 되었다.
비극 “코리올란”은 고대 로마에서 큰 세력을 가지고 있었지만 정치적 이견으로 추방된 코리올라누스가 이웃 나라의 장군이 이끄는 대군과 함께 로마로의 진격에 참여하지만, 아내(“볼룸니아”)와 어머니(“베투리아”)의 헌신적인 충고로 다시 조국 측에 붙게 되고, 로마의 문으로 옛 적들을 이끌고 돌아올 수 없었기에 자살하기에 이른다는 내용을 담고 있다. (이것은 셰익스피어의 더 잘 알려진 희곡, “코리올라누스”와는 다른데, 셰익스피어의 작품에서는 코리올라누스가 살해당한다. 셰익스피어의 희곡과 콜린의 희곡 모두 반레전드적인 인물인 가이우스 마르키우스 코리올라누스에 관한 것으로 실제 운명은 기록되지 않고 있다.)
주제와 구조는 보통 극의 진행을 따르며, 다단조 주제는 코리올라누스의 결심과 호전성을, 내림마장조 주제는 단념하기를 바라는 아내와 어머니의 소원을 나타낸다. 헌신적인 아내가 나온다는 점에서는 베토벤 유일한 오페라 "피델리오"와 비슷한 점이 보인다.
이 적퓸이 쓰인 1807년은, 베토벤이 교향곡 《4번》, 《5번》, 《6번》과 《피아노 협주곡 4번》, 《바이올린 협주곡》 등의 작곡으로 바쁜 상황이었는데, 그 가운데 이 서곡은 단 한번에 쓰여졌다고 한다. 특히 《교향곡 5번》의 제1악장과 같은 다단조, 알레그로 콘 브리오 인 것 외에 다른 동기의 끊임없는 전개 등 유사점이 많이 발견된다. 초연은 1807년 3월에 프란츠 요제프 폰 로브코비츠 공의 저택에서 열린 사적 연주회에서 이루어졌고, 여기에서 교향곡 4번과 피아노 협주곡 4번도 같이 초연되었다. 악보의 초판은 1808년 1월에 빈의 음악과 산업 상점 출판사를 통해 이루어졌으며, 헌정은 콜린에게 이루어지고 있다.

## 구성
알레그로 콘 브리오 (다단조), 소나타 형식, 4/4 박자.
베토벤스러운 타격으로 강렬한 도입부가 시작된다. 곧 어둡지만 행동적인 느낌의 제1주제가 이어진다. 이 주제는 오만하고 열정적인 주인공의 성격을 표현한 것으로 알려져 있다. 제2주제는 주인공을 걱정하는 아내와도 비교될 수 있는 부드러운 것이지만, 긴장은 지속된 채 다시 1주제를 바탕으로 비극적 색채를 더해간다. 제1주제의 동기가 반주에 돌고 있는 가운데 그대로 전개부로 이행된다.
전개부는 제시부의 코데타와 유사하며 베토벤 교향곡보다는 변화가 덜하지만 힘차고 극적이다. 도입부의 타격을 맞이하며 재현부에 들어가다.
재현부는 거의 틀대로 진행되지만, 갑자기 끊어져 코다가 된다.
코다는 2주제로 시작해 제시부와 같은 전개로 비극적인 색채를 강화한다. 이후 도입부의 타격이 멈추듯 하는 것이 세 번 나타나고, 숨이 넘어갈 뻔한 제1주제로 곡은 끝이 난다

## 악기 편성
- 목관악기 : 두 개의 플루트, 두 개의 오보에, 두 개의 클라리넷, 두 개의 바순
- 금관악기 : 두 개의 호른, 두 개의 트럼펫
- 타악기 : 팀파니
- 기타: 현악 합주단

## 관련 링크
- 서곡 "코리올란" 작품 62의 악보 - 국제 악보 도서관 프로젝트(IMSLP)의 악보
- 레너드 번스타인(지휘), 빈 필하모니 관현악단의 서곡 "코리올란" 연주영상 on You Tube